# Дуб чёрный
Дуб чёрный (лат. Quercus nigra) — вид рода Дуб (Quercus) семейства Буковые (Fagaceae). Этот вид относится к красным дубам.

## Распространение
Естественный ареал охватывает юго-восточные штаты США, за исключением южной оконечности полуострова Флорида, побережья Мексиканского залива в Луизиане и к востоку от Хьюстона в Техасе, а также юго-западных отрогов и юга Аппалачских гор. На западе граница ареала проходит через восток Техаса, юго-восток Оклахомы и северо-запад Арканзаса. На северо-востоке ареал распространяется на юго-восточную часть Вирджинии, большую часть полуострова Делмарва и восточного побережья Делавэрского залива.
Растёт по берегам рек и болот. Не поднимается выше 450 м. Часто встречается в культуре на востоке США для обсадки улиц и для скверов.
В Англии в культуре с 1733 года и изредка культивируется в Западной Европе.

## Ботаническое описание
Листопадное дерево высотой до 20 метров и диаметром ствола до 1 м, с яйцевидной кроной. Кора почти гладкая светло-бурая, по мере старения темнеющая. Побеги сначала опушенные, затем голые, красноватые, позже буровато-серые.
Почки длиной 5-7 мм, конические, густо опушенные, красновато-бурые. Листовой черешок 0,5-2 см длиной. Листья плотные, кожистые, синевато-зелёные, длиной 6-15 см и почти такой же ширины в верхней части, сначала опушенные, позже голые и только снизу по жилке и в углах между ними с остающимся опушением. Листовая пластина удлинённо-обратнояйцевидная, иногда почти треугольная, выше середины сильно расширяющаяся, до середины обычно цельнокрайняя, у верхушки с выемчатым волнистым краем или с 3-5 короткими широкоугольными или округлыми, направленными вперёд лопастями, заканчивающимися коротким остроконечием. Листва постепенно опадает в течение зимы.
Жёлуди коричневые до 2 см длиной, почти сидячие, широкоовальные. Созревают в течение 18 месяцев после опыления. Плюска глубоко-чашевидная, обнимающая жёлудь до половины, покрыта овальными коричневыми серо-опушенными чешуями.

## Применение
Используется для заготовки древесины и на дрова в южных штатах с 17-го века. Древесина обычно продаётся как «красный дуб», наряду с древесиной других красных дубов.

### Название
В США, наряду с «водным дубом» (англ. water oak), используются следующие наименования для этого вида: «пятнистый дуб» (англ. spotted oak), «утиный дуб» (англ. duck oak), «опоссумовый дуб» (англ. possum oak), «orange oak» и «punk oak».